# Väsbyviken

Väsbyviken är en vik på den södra sidan av den svenska sjön Mälaren, belägen norr om Torshälla och väster om Mälarbaden i Eskilstuna kommun, Södermanlands län.
Viken omges av villa- och sommarhusbebyggelse. Öster om vikens mynning ligger Mälarbaden, vid den sydöstra stranden ligger bostadsområdet Roxnäs i Torshälla och söder om viken ligger orten Udden med Amtorp och Rostorp. Vid Mälarbaden ligger även Skärets naturreservat och väster om vikens mynning ligger naturreservatet Askholmen.